# Montserrat Trueta i Llacuna
Montserrat Trueta i Llacuna (Barcelona, 20 de març de 1932 – Barcelona, 4 de maig de 2018) fou una pedagoga i activista social catalana. Creà la Fundació Catalana Síndrome de Down i va participar durant tota la seva vida en la millora de les condicions de vida i l'educació de persones afectades per discapacitats psíquiques, tasca per la qual rebé diversos guardons institucionals.

## Biografia
Filla de Josep Trueta i Raspall i Amèlia Llacuna, va passar la seva infantesa a l'exili, a Itàlia i Anglaterra ateses les circumstàncies familiars, i va estudiar a la Rye St. Antony School (1940-1949) i al Somerville College (1949-1951). Començà estudis de Biologia a la Universitat d'Oxford, però els deixà per establir-se a Barcelona, amb el seu marit Ramon Trias Fargas, amb qui es casà el 1954 a Oxford i al qual va acompanyar en la seva carrera política.
Va ser després del seu retorn que va iniciar la seva activitat en defensa dels drets d'infants amb discapacitats intel·lectuals. Entre 1977 i 1984 fou vicepresidenta d'ASPANIAS, l'associació de pares de nens deficients de Barcelona. També des de llavors va participar com a ponent en jornades i congressos arreu del món, inclosa Catalunya, ciutats d'Espanya i Viena, San Juan de Puerto Rico, Nairobi, Edimburg, Gènova, Orlando, Dublín o Roma, entre d'altres. Des de llavors i fins al final de la seva vida, Trueta i Llacuna va escriure articles en diverses publicacions i revistes del sector —tant de l'Estat espanyol com de l'estranger. Així mateix, va dirigir i coordinar nombroses publicacions, i va estar al capdavant de la traducció de llibres d'altres teòrics com Paul T. Rogers, Mary Coleman, o Cliff Cunningham, entre d'altres.
El 1978 va iniciar un programa d'estimulació precoç amb la doctora Teresa Vicente i va presdir la II Sessió plenària del VII Congrés Mundial de la International League of Societies for the Mentally Handicapped (ILSMH) a Viena. Més tard, durant la dècada de 1980, cursà Ciències de l'Educació a la Universitat de Barcelona. El 1984 va ser cofundadora, juntament amb el seu marit, de la Fundació Catalana Síndrome de Down i també presidenta del patronat. El 1992 va rebre la Creu de Sant Jordi i el 2004 la Medalla d'Honor del Parlament de Catalunya.
- 1982, 1983: Organitza cinc cursos-seminari sobre estimulació precoç a càrrec de la doctora Valentine Dmitriev, de la Universitat de Washington, Seattle, EUA.

- 1978-1982: Promociona l'elaboració de la Llei d'integració social dels minusvàlids (LISMI), juntament amb el seu marit, Ramon Trias Fargas.
- 1978-1986: Forma part de la Comissió per a la Família de la International League of Societies for the Mentally Handicapped.
- 1980: Organitza tres conferències a càrrec del doctor F. S. W. Brimblecombe, de la Universitat d'Exeter, Anglaterra, Regne Unit.

· «La col·laboració entre pediatres i pares en l'atenció precoç». The British Council Institute de Barcelona.
· «El paper del pediatre en l'atenció precoç de l'infant amb deficiències físiques i mentals». Dept. de Pediatria, Hospital Clínic i Provincial de Barcelona.
· «Nou enfocament en l'assistència del nen amb retard». Acadèmia de Ciències Mèdiques de Barcelona.
Imparteix classes de Pedagogia Terapèutica. Cursos de 5è i 6è en l'Escola de Professorat de la Universitat Autònoma de Barcelona.
- 1980-1984: Forma part del Consell d'Educació del Departament d'Ensenyament de la Generalitat de Catalunya, Secció d'Educació Especial.
- 1980-1995: Participa en diverses comissions de la Generalitat de Catalunya:

· Membre del Comitè assessor del president per a l'Atenció a la integració social de les persones amb disminució.
· Membre del Consell General de Serveis Socials de la Generalitat de Catalunya.
1982-1990: Forma part de la Comissió de Drets de la LISMI — actual LGD (Llei general de discapacitat).
1982: S'aprova la LISMI, per unanimitat, a les Corts Generals.
1984: Funda, junt amb Ramon Trias Fargas i un reduït grup de pares i professionals, la Fundació Catalana Síndrome de Down, de la qual esdevé presidenta i directora.
La FCSD es crea sota el marc legal de la LISMI i, inspirada en tots els seus fonaments, adopta com a missió «respectar la dignitat de les persones amb discapacitat, tot promocionant-ne el desenvolupament i la inclusió en la nostra societat». De ser objectes, les persones amb discapacitat passaven a ser subjectes amb plens drets i deures com la resta de ciutadans.
En un moment en què la societat no creia ni en la vàlua, ni en les capacitats d'aquestes persones, la Fundació neix amb tres objectius destacats: l'estudi i la recerca mèdica i social, la formació de professionals, i l'atenció directa a les persones i les seves famílies.
La línia de treball de la Fundació es va inspirar, principalment, en la tasca de professionals destacats de diferents països com el Canadà, el Regne Unit i, especialment en el seu inici, en el Child Development and Mental Retardation Centre, Experimental Unit, de la Universitat de Washington, Seattle, EUA. Centre, aquest darrer, que, dirigit per la Dra. Valentine Dmitriev, i dedicat a treballar el desenvolupament de nadons i infants amb síndrome de Down, va certificar oficialment la participació del Servei d'Educació i Estimulació Precoç de la FCSD en el Down Syndrome and other Developmental Delays Program, reconeixent així la seva capacitat per poder iniciar les seves activitats.
1987: La Fundació signa un conveni amb el Departament de Sanitat i Seguretat Social de la Generalitat i l'ONCE per oficialitzar el Centre Mèdic Barcelona Down (CMBD). Centre pioner a l'Estat espanyol en matèria de síndrome de Down, basa la seva pràctica en el Programa de salut preventiva dissenyat l'any 1986, i que anirà evolucionant i creixent en nombre d'especialitats que ofereix i en nombre de persones ateses. D'altra banda, en el seu afany de creació i difusió de coneixement, el CMBD inicia la traducció del butlletí Papers and Abstracts for Professionals —impulsat per la Dra. Mary Coleman—, i el publica amb el nom de Síndrome de Down, Articles i Resums Científics per a Professionals —germen de la futura SD DS Revista Mèdica Internacional Sobre la Síndrome de Down— mitjançant el qual incideix en la formació dels pediatres de tot l'Estat espanyol. 
El CMBD està vinculat als més prestigiosos organismes de l'època, com ara el DSMIG (Down Syndrome Medical Interest Group).
En reconeixement de la seva tasca, l'any 2010 el Centre Mèdic Barcelona Down és guardonat amb el Premio Reina Sofía de Prevención de la Discapacidad.
1986-1987: Duu a terme pràctiques de psicologia infantil en el Departament de Pediatria de l'Hospital de la Santa Creu i Sant Pau de Barcelona.
1987: És membre fundador de la European Down Syndrome Association (EDSA).
1988: És membre de la comissió assessora del comitè director del Programa sectorial d'estimulació precoç de l'Institut Català d'Assistència i Serveis Socials de la Generalitat de Catalunya.
1993: Aconsegueix que la segona edició de La Marató de TV3 estigui orientada a «obtenir més coneixement de la disfunció del cromosoma 21 i prevenir i pal·liar els efectes produïts per l'excés de material genètic».
Es recapten 2.352.669 € que la FCSD destina a deu projectes de recerca externs, seleccionats per un comitè científic constituït per professionals rellevants de l'Estat espanyol.
Per a aquesta edició de La Marató, la FCSD organitza una campanya de conscienciació dissenyada per als alumnes de secundària de totes les escoles de Catalunya, que porta a terme gràcies a un important grup de voluntaris.
La Marató suposarà un abans i un després en la visibilitat de les persones amb síndrome de Down a la nostra societat.
1993-2018: Continua dedicant la seva vida, pràcticament en exclusivitat, al creixement de la Fundació, afavorint la creació de tots aquells serveis i programes necessaris, i adaptant-la i fent-la evolucionar amb els canvis de la societat.

## Guardons

### Premis i reconeixements a la seva persona
- Creu de Sant Jordi «per la seva gran tasca envers la integració social de les persones amb discapacitat» (1992).
- Medalla d'Honor del Parlament de Catalunya «pel seu treball per a la millora de la qualitat de vida de les persones amb síndrome de Down i per la seva contribució a la integració social de les persones amb discapacitat intel·lectual» (2004).
- Cruz de Oro de la Orden Civil de la Solidaridad Social «en reconeixement de la seva dedicació, atenció i defensa dels drets de les persones amb discapacitat i el seu treball al capdavant de la Fundació Catalana Síndrome de Down» (2007).

### Principals premis i reconeixements de la Fundació Catalana Síndrome de Down
- Premi Relacions Públiques Catalunya 92 «per les seves accions en el camp de la imatge i la comunicació» (1993).
- Premi Extraordinari de la I Edició dels Premis Catalunya d'Educació del Departament d'Ensenyament de la Generalitat de Catalunya «per la intensa tasca i dedicació excepcional a favor de la integració socioescolar de nens i nenes amb la síndrome de Down» (2002).
- Medalla d'Or de Cruz Roja Española per «la tasca que desenvolupa a favor de les persones amb discapacitat intel·lectual» (2007).
- Creu de Sant Jordi «per una trajectòria rellevant en la millora de la qualitat de vida de les persones amb aquesta síndrome o altres discapacitats intel·lectuals. La tasca de l'organització fa possible la integració d'aquestes persones a la societat i l'assoliment del màxim grau de dignitat, respecte, autonomia i benestar» (2009).
- Premio Reina Sofía de Prevención de la Discapacidad «pels treballs de l'equip del Centre Mèdic Down, adreçats a donar resposta mèdica a la realitat que viuen les famílies amb membres amb síndrome de Down, a partir de la investigació biomèdica, el desenvolupament assistencial, la difusió i la divulgació mèdica, amb el resultat d'una integració social i laboral certa» (2010).
- Premi Ramon de Teserach, que atorga l'Acadèmia de Ciències Mèdiques i de la Salut de Catalunya i Balears en reconeixement de «la tasca del Centre Mèdic Barcelona Down per a la promoció de la salut» (2012).
- Placa al treball del president Macià, de la Generalitat de Catalunya, en reconeixement de «la tasca realitzada en matèria d'inclusió laboral pel Servei d'Integració Laboral “Col·labora”» (2014).
- Premis Alzheimer 2017, Modalitat Social, de la Societat Espanyola de Neurologia «com a reconeixement de la seva tasca dual, tant científica i investigadora, com social i divulgativa per als pacients amb síndrome de Down i malaltia d'Alzheimer, i les seves famílies» (2017).